# 夏野剛
夏野 剛（なつの たけし、1965年〈昭和40年〉3月17日 - ）は、日本の実業家。株式会社KADOKAWA取締役・代表執行役社長兼CEO、株式会社ドワンゴ代表取締役社長CEO、学校法人角川ドワンゴ学園理事、近畿大学情報学研究所所長兼特別招聘教授。神奈川県出身。学位は経営学修士（ペンシルベニア大学・1995年）。

## 概要
NTTドコモにてマルチメディアサービス部の部長や執行役員などを歴任し、榎啓一・松永真理・栗田穣崇らとともにiモードを立ち上げたメンバーの一人として知られる。エヌ・ティ・ティ・ドコモ退任後は、慶應義塾大学大学院政策・メディア研究科の特別招聘教授に就任した。また、ドワンゴでは代表取締役社長CEOを務めている。World Wide Web Consortiumでは、アジア出身者として初の顧問会議（Advisory Board）の委員に就任した。

## 経歴

### 生い立ち
神奈川県出身。東京都立井草高等学校（爆笑問題の田中裕二は同級生）を経て、早稲田大学政治経済学部経済学科卒業。1988年に東京ガスに入社。1993年にペンシルベニア大学ウォートン校の経営大学院に留学、1995年に経営学修士（MBA）を取得。同年日本に戻り、いわゆる一般的な広告モデルとは一線を画すダイレクトマーケティングモデルによるインターネットサービスプロバイダ（ISP）支援システムとしても一時話題となった、板倉雄一郎設立の株式会社ハイパーネットで、「ハイパーシステム」事業立ち上げに社外ブレーンとして参画し、後に自ら同社の副社長に就任した。

### NTTドコモ
1997年にハイパーネットが破産したため、松永真理らの誘いで同年エヌ・ティ・ティ移動通信網に転職、iモードビジネスの立ち上げに携わる。
iモード以後もiアプリ、デコメ、おサイフケータイをはじめとするドコモの新規事業を企画・実践、他社との幅広い提携を推進した。同社在籍中は、モバイル事業に関連する合弁会社などを多数立ち上げている。モバイル広告分野では、電通、NTTアドと「ディーツーコミュニケーションズ」（D2C）を設立。日本マクドナルドとはモバイルを活用したマーケティング企業「The JV」、楽天とは「楽天オークション」、ソニーとは「フェリカネットワークス」、カシオとは「CXDネクスト」を設立、それぞれ取締役に就任した。また出資先である「タワーレコード」や「三井住友カード」の取締役も兼務していた。
2005年6月、同社の執行役員に就任。取締役に次ぐポストで、NTTグループとしては異例の昇進となった。
iモードビジネスにおける功績は、国際的にも知られている。米国の経済誌『ビジネスウィーク』は、2000年1月17日号において、iモードビジネスに関する特集記事を組んだ。続いて、2001年5月には「世界のeビジネスリーダー25人」に選出された。このほか2002年5月には、出身校のペンシルベニア大学ウォートン校から「ウォートン・インフォシスビジネス改革大賞」のTechnology Change Leader賞を受賞している。

### ドワンゴ
2008年6月にエヌ・ティ・ティ・ドコモを退社。慶應義塾大学大学院政策・メディア研究科の特別招聘教授に就任。同月、セガサミーホールディングス、ぴあ、トランスコスモス、エヌ・ティ・ティレゾナント、SBIホールディングスなどの取締役に就任した。同年7月4日にドワンゴ常勤顧問に就任、同年12月25日に取締役就任。ニコニコ動画の「黒字化担当」として活動し、2010年1-3月期に初めて黒字化を達成した。2009年HTMLの標準化団体であるWorld Wide Web Consortium（W3C）の顧問会議委員（Advisory Board member）に選出される。2009年9月グリー社外取締役。2009年より、経産省と情報処理推進機構（IPA)の未踏IT人材育成発掘事業のPM（プロジェクトマネージャー）に就任。現在は統括PMとして未踏事業を牽引している。2014年に東京オリンピック・パラリンピック組織委員会の参与となり、炎上して撤回された後のエンブレム委員会、マスコット審査会、チケット委員会、メダル委員会などを歴任。
2019年2月13日、ドワンゴの親会社であるカドカワの下方修正、赤字転落を受けカドカワ代表取締役社長の川上量生が事実上の引責辞任。それに伴い一度ニコニコ動画の黒字化に成功している夏野がドワンゴの代表取締役社長に就任。翌2020年3月期にはV時回復を実現。2020年2月の新型コロナウィルスの感染者増に完全リモートワークを宣言。その後7月には恒久的リモートワークの会社になることを発表した。
2019年10月から内閣府規制改革推進会議の委員に任命される。コロナ禍により規制改革が大きく注目を集める中、2020年4月に総理特命のオンライン初診診療・オンライン教育緩和実現のための「新型コロナ感染症対策に関する特命タスクフォース」にも任命される。その後、印鑑・押印の廃止に向けた議論に参画した。
2020年4月1日に開設された近畿大学情報学研究所の所長に就任。

### KADOKAWA
2021年6月22日付で、ドワンゴの親会社であるKADOKAWA（旧・カドカワ）の代表取締役社長に就任した。
7月21日、ABEMA Primeにおいて“オリンピックはやるのにピアノの発表会や学校行事は中止か”という声が出ていることに対して「クソなピアノの発表会なんてどうでもいい。それを一緒にするアホな国民感情に今年選挙があるから乗らざるを得ない」と発言。これについて株式会社KADOKAWAは27日、「夏野剛が7月21日に出演いたしました AbemaTVの番組内での発言は、個人の立場として番組に参加したものでしたが、当社代表取締役社長 として大変不適切なもの」として「当社役員の報酬の一部自主返上について」というニュースリリースを発表した。
2021年8月23日、政府の規制改革推進会議 議長に指名される。 
2022年10月4日、東京五輪・パラリンピックを巡る汚職事件でKADOKAWA会長角川歴彦が東京地検特捜部に贈賄罪で起訴されたことを受け、夏野は記者会見を開き「関係する全ての皆さんの当社への信頼を裏切ることになり、深くおわび申し上げる」と謝罪した。同じ記者会見で、規制改革推進会議議長を辞任する事を表明し、12日付で委員を辞任した。2025年に開学したZEN大学においては知能情報社会学部の客員教授を兼任していた。

## 発言
Newton
Apple社のPDA Newtonユーザーであった。2000年に携帯電話にWindowsCEを搭載しないのか、という質問に答えて「NewtonOSより優れているとは思えないから必要ない」と答えた。
ITホワイトボックス
『NHK ITホワイトボックス 世界一やさしいネット力養成講座「パソコンとケータイに弱い」が治る本』(講談社MOOK)にて、1〜4限のケータイ講座を慶應義塾大学教授として講師を担当。
選択的夫婦別姓制度
「選択肢を増やすだけで、別にすべての家族が別姓にはならないのに、『家族制度が崩壊する』などと反対するのはおかしい。」と述べ、選択的夫婦別姓制度導入に賛同する。
日本経済について
1996年から2018年までの間アメリカのGDPは倍増したが、日本は横ばいだった理由について、イノベーションを阻害する社会的ルールが多いことを指摘している。
ドコモの携帯電話契約について
夏野がスマートフォンの名義替えのためにドコモの請求書を書面で届くように契約変更した際に、夏野の76歳の母親が契約内容を理解しないまま、子供向け知育アプリやアニメアプリ、筋力トレーニング関連アプリなどの毎月3000円程度の不必要なオプション契約を結ばされていた事が判明した。これに対して2019年2月21日にツイッター本人アカウントにおいて「76歳の母になんてひどい押し売りしてるんだろう」「総務省はこういうのをやめさせるべきじゃないのか」「（ドコモ）OBとして情けない」と発言した。
表現の不自由展について
2019年に開催が予定されていた『表現の不自由展』が中止に追い込まれた際、 プライベートでも津田大介と仲が良かった「最も深く傷ついているのは津田君自身だと思う」とコメントした。
東京オリンピックについて
2021年7月21日、Abema TV「Abema Prime」に出演し、2020年東京オリンピックの開催強行に対して「子どもの運動会や発表会が無観客で行われるのに、なぜ五輪だけがOKなのか不公平」という旨の共演者のコメントに対し、「そんなクソなピアノの発表会なんてどうでもいいでしょう、五輪と比べれば。アホな国民感情に、今年選挙があるから乗らざるを得ない。始まったら熱狂ですよ。まあそんなもんですよ」と侮辱的な発言を行い、批判が集中。これに対し「アホとかクソという言葉を使ったのは不適切な発言だった」とツイートした。
表現規制について
2021年7月21日、ABEMA TVの報道番組「ABEMA Prime」の少年向け雑誌の水着グラビアの是非についての回において「日本には水着グラビアよりも過激な漫画が溢れており、GoogleとかAppleの審査に通らない」「僕がいる出版業界は“自由派”ばかりだが、どこまでは公共でよくて、どこからダメなのか、このネット時代にふさわしい基準を作り直さないといけない」とコメントした。このことについてniconicoの栗田穣崇代表（ドワンゴCOO）が7月26日に自身のTwitterアカウントで「ニコニコはプラットフォームとしての表現規制方針を現状から変更する予定はない」と声明を発表した。
税金をめぐる発言
規制改革推進会議議長に就任後、上記の東京オリンピックや表現規制に関する発言に加えて、夏野の過去のツイッターでの発言が批判を浴びている。夏野は「税金払ってないくせに格差を問題視する若者、将来に希望なし」「税金も払っていないのに年金と社会保障要求し、公共事業で仕事作れという方が傲慢じゃない?」「年収400万円以下は事実上所得税払ってません。まさか消費税だけで税金払ってるとか言うなよ」などとツイートしており、これに対し「若者の頃に消費税も払ってなかったくせに今ほど社会保障費も払ってなかったくせに双方とも払わされている若者を問題視するおっさん、将来に希望なし」（ブロガー・小飼弾）、「こんなことを悪びれもなく発信するような年配者が、曲がりなりにも責任あるポジションにつけてしまう事こそ希望なしだわ。」（クリエイティブディレクター・辻愛沙子）など批判が寄せられている。

## 履歴

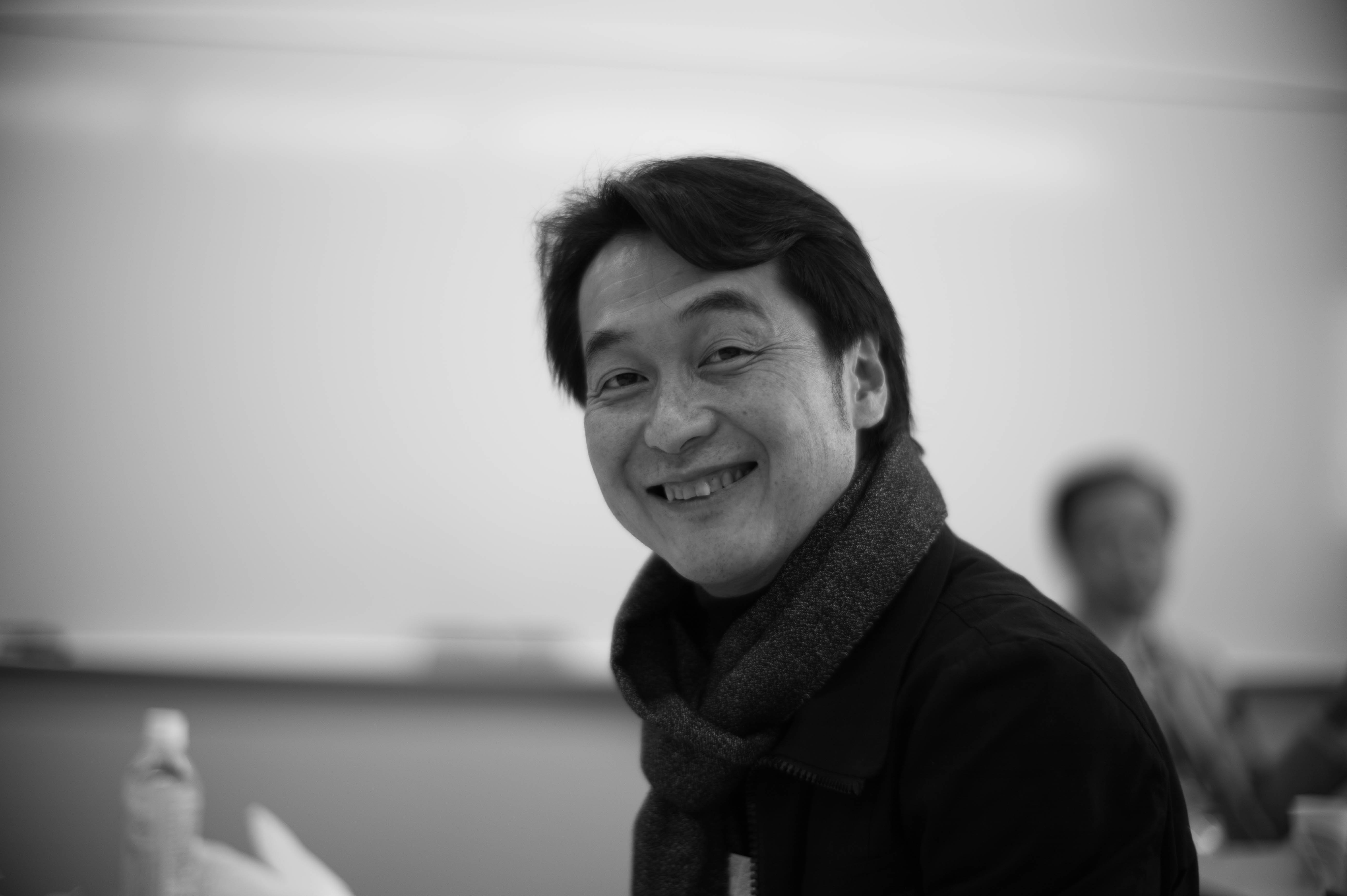
2013年2月10日、静岡県浜松市にて

### 学歴・職歴
- 1988年（昭和63年）3月 - 早稲田大学政治経済学部卒業。
- 1988年（昭和63年）4月 - 東京ガス入社[46]。
- 1995年（平成7年）3月 - ペンシルベニア大学ウォートン校修了。
- 1995年（平成7年）7月 - 東京ガス・用地開発部用地計画企画係係長[46]。
- 1996年（平成8年）6月 - 株式会社ハイパーネット取締役副社長[46]。
- 1997年（平成9年）9月 - エヌ・ティ・ティ移動通信網（現・NTTドコモ）入社 ゲートウェイビジネス部メディアディレクター[46]。
- 1999年（平成11年）9月 - エヌ・ティ・ティ移動通信網（現・NTTドコモ）ゲートウェイビジネス部コンテンツ企画担当部長[46]。
- 2000年（平成12年）6月 - 株式会社ディーツーコミュニケーションズ（現・株式会社D2C）設立 代表取締役[46]。
- 2000年（平成12年）12月 - 株式会社アイ・コンビニエンス取締役[46]。
- 2001年（平成13年）7月 - 株式会社エヌ・ティ・ティ・ドコモ（現・株式会社NTTドコモ）iモード事業本部iモード企画部部長[46]。
- 2004年（平成16年）1月 - フェリカネットワークス社外取締役[47]。
- 2004年（平成16年）3月 - 株式会社クリムゾンフットボールクラブ（現・楽天ヴィッセル神戸株式会社）社外取締役[46]。
- 2005年（平成17年）6月 - NTTドコモ執行役員 プロダクト&サービス本部マルチメディアサービス部部長[48]。
- 2005年（平成17年）7月 - 三井住友カード社外取締役[49]。
- 2005年（平成17年）10月 - モバイルSuica普及有限責任事業組合職務執行者[46]。
- 2005年（平成17年）12月 - タワーレコード社外取締役[50]。
- 2005年（平成17年）12月 - 楽天オークション社外取締役[49]。
- 2006年（平成18年）4月 - 有限責任事業組合D.N.ドリームパートナーズ職務執行者[49]。
- 2007年（平成19年）6月 - ドコモ・ドットコム取締役[46]。
- 2007年（平成19年）6月 - ディーツーコミュニケーションズ（現・株式会社D2C）取締役[49]。
- 2007年（平成19年）7月 - The JV株式会社社外取締役[46]。
- 2007年（平成19年）7月 - 株式会社CXDネクスト社外取締役[49]。
- 2007年（平成19年）9月 - 重慶市長国際経済顧問会議メンバー[49]。
- 2007年（平成19年）11月 - 株式会社楽天野球団経営諮問委員会委員[49]。
- 2008年（平成20年）5月 - 慶應義塾大学大学院政策・メディア研究科特別招聘教授[49]。
- 2008年（平成20年）5月 - イーソリューションズ株式会社アドバイザー[51]。
- 2008年（平成20年）6月 - セガサミーホールディングス社外取締役[52]。
- 2008年（平成20年）6月 - NTTドコモを退職[53]。
- 2008年（平成20年）6月 - ぴあ非常勤取締役[54]。
- 2008年（平成20年）6月 - トランスコスモス社外取締役[55]。
- 2008年（平成20年）6月 - 株式会社ライブウェア社外取締役[56]。
- 2008年（平成20年）6月 - NTTレゾナント非常勤取締役[57]。
- 2008年（平成20年）6月 - SBIホールディングス社外取締役[58]。
- 2008年（平成20年）7月 - ドワンゴ顧問（常勤）[59]。
- 2008年（平成20年）7月 - NTTドコモアドバイザー[51]。
- 2008年（平成20年）7月 - 株式会社アプリックス顧問[60]。
- 2008年（平成20年）7月 - 株式会社ディーツーコミュニケーションズ（現・株式会社D2C）アドバイザー[51]。
- 2008年（平成20年）7月 - テックファーム株式会社（現・テックファームホールディングス株式会社）アドバイザー[61]。
- 2008年（平成20年）8月 - 楽天株式会社（現・楽天グループ）楽天技術研究所フェロー[51]。
- 2008年（平成20年）10月 - 電通（現・電通グループ）経営企画局アドバイザー[51]。
- 2008年（平成20年）12月 - 株式会社ドワンゴ取締役[62]。
- 2009年（平成21年）4月 - 特定非営利活動法人ブロードバンド・アソシエーション IT国際競争力研究会委員長[63]。
- 2009年（平成21年）5月 - 情報処理推進機構 未踏IT人材発掘・育成事業統括プロジェクトマネージャー。
- 2009年（平成21年）6月 - ディー・エル・イー社外取締役[64]。
- 2009年（平成21年）7月 - World Wide Web Consortium アドバイザリーボードメンバー。
- 2009年（平成21年）9月 - グリー社外取締役[65]。
- 2009年（平成21年） - 世界経済フォーラム グローバル・アジェンダ・カウンシルメンバー。
- 2010年（平成22年）1月 - ビットワレット株式会社社外取締役[66]。
- 2010年（平成22年）4月 - ぴあ株式会社取締役 セールスプロモーション局局長[67]。
- 2010年（平成22年）6月 - パンカク顧問[68]。
- 2010年（平成22年）12月 - U-NEXT（現・株式会社U-NEXT HOLDINGS）社外取締役[69]。
- 2010年（平成22年） - 大樹総研客員研究員[70]。
- 2011年（平成23年）4月 - 株式会社CUUSOO SYSTEM設立 社外取締役[71]。
- 2011年（平成23年）9月 - エコ配取締役CMO（英語版）[72]。
- 2012年（平成24年）4月 - ぴあ株式会社取締役 コンシューマーサービス本部本部長[67]。
- 2012年（平成24年）7月 - 株式会社セガネットワークス社外取締役[73]。
- 2013年（平成25年）4月 - ぴあ株式会社取締役 IT戦略担当[67]。
- 2013年（平成25年）4月 - 慶應義塾大学環境情報学部客員教授[73]。
- 2013年（平成25年）6月 - トレンダーズ社外取締役[74]。
- 2013年（平成25年）11月 - 慶應義塾大学大学院政策・メディア研究科特別招聘教授[75]。
- 2014年（平成26年）4月 - ぴあ株式会社取締役 顧客・WEB戦略担当[67]。
- 2014年（平成26年）6月 - 東京オリンピック・パラリンピック競技大会組織委員会参与。
- 2014年（平成26年）10月 - 株式会社KADOKAWA・DWANGO（現・株式会社KADOKAWA）設立 取締役[76]。
- 2015年（平成27年）1月 - 内閣府 クールジャパン戦略推進会議構成員[77]。
- 2015年（平成27年）8月 - 公益社団法人日本プロサッカーリーグアドバイザー[78]。
- 2015年（平成27年）10月 - IoT推進コンソーシアム IoT推進ラボIoT支援委員会委員[79]。
- 2016年（平成28年）4月 - 学校法人角川ドワンゴ学園評議員。
- 2016年（平成28年）6月 - トランスコスモス社外取締役監査等委員
- 2016年（平成28年）6月 - 数理ホールディングス社外取締役[80]。
- 2016年（平成28年）6月 - 内閣府 宇宙政策委員会臨時委員。
- 2017年（平成29年）6月 - 株式会社AWSホールディングス（現・株式会社Ubicomホールディングス）社外取締役[81]。
- 2016年（平成28年）8月 - 日本オラクル社外取締役[82]。
- 2017年（平成29年）7月 - ゼネテック社外取締役[83]。
- 2017年（平成29年）2月 - 内閣府 クールジャパン・マッチングアワード 有識者審査会委員長[84]
- 2017年（平成29年）6月 - 株式会社海外需要開拓支援機構社外取締役[85]。
- 2018年（平成30年）6月 - ムービーウォーカー代表取締役会長[86]。
- 2018年（平成30年）10月 - ブックウォーカー非常勤取締役[86]。
- 2018年（平成30年）11月 - 株式会社KADOKAWA（現・株式会社KADOKAWA KEY-PROCESS）取締役[87]。
- 2018年（平成30年）11月 - 公益財団法人GMOインターネット財団 理事
- 2019年（平成31年）2月 - 株式会社ドワンゴ代表取締役社長CEO（現任）[88]。
- 2019年（平成31年）2月 - 経済産業省 新たなコンビニのあり方検討会委員。
- 2019年（平成31年）4月 - 学校法人角川ドワンゴ学園理事（現任）。
- 2019年（令和元年）6月 - カドカワ（現・株式会社KADOKAWA）取締役[89]。
- 2019年（令和元年）10月 - 内閣府 規制改革推進会議委員。
- 2020年（令和2年）4月 - 近畿大学情報学研究所所長兼特別招聘教授（現任）。
- 2020年（令和2年）4月 - 情報経営イノベーション専門職大学情報経営イノベーション学部超客員教授。
- 2020年（令和2年）4月 - 株式会社KADOKAWA取締役専務執行役員 デジタル事業本部本部長[90]。
- 2020年（令和2年）10月 - 株式会社KADOKAWA取締役執行役員CDO（英語版）[91]。
- 2020年（令和2年）12月 - 内閣官房 企業組織の変革に関する研究会委員。
- 2021年（令和3年）6月 - 株式会社KADOKAWA代表取締役社長[92]。
- 2021年（令和3年）6月 - 内閣府クールジャパン官民連携プラットフォーム 共同会長[93]
- 2021年（令和3年）7月 - 一般社団法人日本雑誌協会理事[94]。
- 2021年（令和3年）8月 - 内閣府 規制改革推進会議議長[95]。
- 2021年（令和3年）9月 - デジタル庁 デジタル社会構想会議構成員[96]。
- 2022年（令和4年）6月 - HRソリューションズ株式会社社外取締役[97]
- 2022年（令和4年）6月 - KADOKAWA WORLD ENTERTAINMENT, INC. Director,Chairman
- 2022年（令和4年）10月 - 一般社団法人日本映画製作者連盟理事。
- 2022年（令和4年）10月 - 一般社団法人映画産業団体連合会理事。
- 2023年（令和5年）6月 - 株式会社KADOKAWA取締役代表執行役社長Chief Executive Officer
- 2023年（令和5年）6月 - ムービーウォーカー取締役

## 現職
- 株式会社KADOKAWA取締役代表執行役社長CEO[98]
- 株式会社ドワンゴ代表取締役社長[99]
- 近畿大学情報学研究所所長兼特別招聘教授[100]
- KADOKAWA WORLD ENTERTAINMENT, INC. Director,Chairman
- トランスコスモス株式会社社外取締役監査等委員[101]
- グリーホールディングス株式会社社外取締役[102]
- 株式会社U-NEXT HOLDINGS社外取締役[103]
- 日本オラクル株式会社社外取締役[104]
- HRソリューションズ株式会社社外取締役
- 学校法人角川ドワンゴ学園理事[105]
- 一般社団法人日本雑誌協会理事[106]
- 一般社団法人日本映画製作者連盟理事
- 一般社団法人映画産業団体連合会理事
- 公益財団法人GMOインターネット財団理事
- 内閣府クールジャパン官民連携プラットフォーム共同会長[107]
- 一般社団法人未踏外部理事[108]
- 独立行政法人情報処理推進機構 未踏事業統括プロジェクトマネージャー[109]

## 出演

### テレビ
- ITホワイトボックス（2009年7月16日・7月23日、NHK教育） - 講師
- 情報プレゼンター とくダネ!（2010年3月29日[110] - 2021年3月8日[111]、フジテレビ） - 月曜日コメンテーター
- ITホワイトボックスII（2010年5月6日 - 5月27日、NHK教育） - 講師
- 真相報道 バンキシャ!（2010年10月10日[112] - 不定期、日本テレビ） - ご意見バン!
- ズームイン!!SUPER（2010年10月22日[113] - 2011年3月11日[114]、日本テレビ） - 金曜日コメンテーター
- 男たちのクレド（2011年1月20日、テレビ東京）[115]
- 朝まで生テレビ!（2011年2月5日 - 不定期、テレビ朝日） - パネリスト
- ITホワイトボックス（第3シリーズ）（2011年5月8日・7月3日、NHK Eテレ） - 講師
- iCon（2011年8月2日、日本テレビ）[116]
- 金曜スーパープライム ネオジャーナリスティックバラエティ『所&さんまの世の中を動かしているのは誰だ会議II』（2011年11月4日、日本テレビ）[117]
- 大橋未歩のシューカツ魂!（2011年12月4日、テレビ東京）[118]
- ドリームクリエイター（2011年12月31日[119]・2012年1月6日[120]、テレビ東京）
- BSフジLIVE ソーシャルTV ザ・コンパス（2012年4月28日 - 2013年3月23日、BSフジ） - オピニオンアナリスト
- 日経スペシャル カンブリア宮殿（テレビ東京）
  - カンブリア宮殿 大忘年会 もう貧乏はイヤだ！ 狙うぞ、一発逆転スペシャル（2010年12月31日）[121]
  - 会員が急増中「ニコ動」って何だ！？ ネット動画に革命！（2012年5月24日）[122]
- 大河バラエティ!超近現代史4 人間は相変わらずアホか!?（2012年10月9日、日本テレビ）[123]
- 日経スペシャル 未来世紀ジパング（2012年10月22日[124] - 不定期、テレビ東京） - 沸騰ナビゲーター、ゲストパネラー
- ドリーム2クリエイター（2013年5月23日[125]・7月18日[126]、テレビ東京）
- THE 博学（2014年9月11日、テレビ朝日）[127]
- 新・週刊フジテレビ批評（2015年5月2日、フジテレビ）[128]
- 情熱大陸（2015年5月31日、TBSテレビ）[129]
- NHK NEWS おはよう日本（2016年7月30日[130]・2020年5月10日[131]、NHK総合）
- NEC presents ミライダネ!（2018年3月17日、テレビ東京）[132]
- CHANGE YOUR LIFE〜あなたのくらしを変えたもの〜（2019年2月3日[133]・2020年6月7日[134]、テレビ朝日）
- 大下容子ワイド!スクランブル（2019年11月21日、テレビ朝日）[135]
- 深層NEWS（2020年2月12日・4月3日・4月24日・5月29日、BS日テレ） - ゲスト[136]
- 老いて輝く未来のために〜超高齢社会の処方せん〜（2020年2月23日、BS日テレ） - ゲスト[137]
- 報道ステーション（2020年9月29日、テレビ朝日）[138]
- 情報ライブ ミヤネ屋（2020年10月5日、読売テレビ）[139]

### インターネット番組
- ABEMA Prime（2019年4月1日 - 、ABEMA） - 月曜日コメンテーター（ - 2020年3月23日）→水曜日コメンテーター（2020年4月1日 - ）
- THE UPDATE（2019年5月21日[140] - 不定期、NewsPicks）

### ラジオ
- エバンジェリスト夏野剛 土曜会議室（2010年11月13日 – 2011年3月19日、文化放送・ニコニコ生放送） - パーソナリティ
- 福井謙二 グッモニ（2013年4月5日 - 2017年3月31日、文化放送） - 金曜日コメンテーター
- オトナカレッジ（2013年10月2日 - 2014年3月26日、文化放送） - 水曜日コメンテーター

## 書籍

### 単著
- 『iモード・ストラテジー 世界はなぜ追いつけないか』（2000年12月20日、日経BP企画）ISBN 4931466281
- 『ア・ラ・iモード iモード流ネット生態系戦略』（2002年7月22日、日経BP企画）ISBN 4931466710
- 『i-mode strategy』（翻訳:Ruth South McCreery）（2003年1月14日、John Wiley & Sons Inc） ISBN 0470851015
- 『ケータイの未来』（2006年11月16日、ダイヤモンド社）ISBN 4478321221
- 『1兆円を稼いだ男の仕事術』（2009年7月4日、講談社）ISBN 9784062155342
- 『グーグルに依存し、アマゾンを真似るバカ企業』（2009年7月30日、幻冬舎 幻冬舎新書）ISBN 9784344981355
- 『夏野流脱ガラパゴスの思考法』（2010年6月4日、ソフトバンククリエイティブ）ISBN 9784797359145
- 『iPhone vs. アンドロイド 日本の最後の勝機を見逃すな!』（2011年3月10日、アスキー・メディアワークス）ISBN 9784048704342
- 『なぜ大企業が突然つぶれるのか 生き残るための「複雑系思考法」』（2012年9月20日、PHP研究所 PHPビジネス新書）ISBN 9784569806457
- 『ビジョンがあればプランはいらない』（2013年9月21日、中経出版）ISBN 9784806149170
- 『実はほとんどのビジネスマンが知らない「当たり前」の戦略思考』（2014年11月1日、扶桑社）ISBN 9784594071707
- 『自分イノベーション』（2017年10月18日、総合法令出版）ISBN 9784862805805
- 『誰がテレビを殺すのか』（2018年5月10日、角川新書）ISBN 9784040822051

### 共著
- 『人生の大義 社会と会社の両方で成功する生き方』（共著者:北尾吉孝）（2010年8月20日、講談社）ISBN 9784062726689
- 『明日の日本をつくる復興提言10』（編著:アスキー新書編集部）（2011年6月18日、アスキー・メディアワークス）ISBN 9784048706964
- 『ニコニコ超トークステージ ネット言論はどこへいったのか？』（共著者:東浩紀・津田大介・中川淳一郎・夏野剛・西村博之・堀江貴文）（2016年11月8日、角川学芸出版）- Kindle版

### 監修
- 『スマートフォン 入門から業界動向までひと目でわかる』（監修:夏野剛）（2011年5月25日、アスキー・メディアワークス）ISBN 9784048703154
- 『賢人の企画術』（監修:夏野剛 おちまさと 高橋憲行 岩崎夏海 箭内道彦）（2012年6月27日、幻冬舎）ISBN 9784344902527

### その他
- 『USEN宇野康秀×8人の若手経営者のリアルビジネス』（著者:リアルビジネス企画・制作チーム）（2007年3月12日、日経BP出版センター）ISBN 9784822245757
- 『プロ力 仕事の肖像 Sixteen human documentaries』（編著:Aera編集部）（2009年3月19日、朝日新聞出版）ISBN 9784023304208
- 『Twitterの神々 新聞・テレビの時代は終わった』（著者:田原総一朗）（2010年12月22日、講談社）ISBN 9784062950688
- 『スマートフォン・マーケティング ブランドアプリに見る企業のコミュニケーション戦略』（監修:宝珠山卓志 篠崎功、編著:ディーツーコミュニケーションズスマートフォン・ベクター）（2011年6月18日、宣伝会議）ISBN 9784883352500